# 卡内特-德阿德里
卡内特-德阿德里，是西班牙加泰罗尼亚赫罗纳省的一个市镇。总面积45平方公里，总人口528人（2001年），人口密度12人/平方公里。